# PROMES
Vous pouvez aider à l'améliorer ou bien discuter des problèmes sur sa page de discussion.
- Il ne cite pas suffisamment ses sources. Vous pouvez indiquer les passages à sourcer avec {{référence nécessaire}} ou {{Référence souhaitée}}, et inclure les références utiles en les liant aux notes de bas de page. (Marqué depuis janvier 2022)
- Son texte doit être wikifié : il ne correspond pas à la mise en forme Wikipédia (style, typographie, liens internes, liens entre les wikis, etc.). (Marqué depuis janvier 2022)
- Certaines informations de ses informations et de l'encadré à droite divergent. date de fondation Si vous connaissez la ou les informations exactes, vous pouvez apporter des corrections dans le texte ou sur Wikidata. (Marqué depuis janvier 2022)

- Archive Wikiwix
- Bing
- Cairn
- DuckDuckGo
- E. Universalis
- Gallica
- Google
- G. Books
- G. News
- G. Scholar
- Persée
- Qwant
- (zh) Baidu
- (ru) Yandex
- (wd) trouver des œuvres sur Wikidata

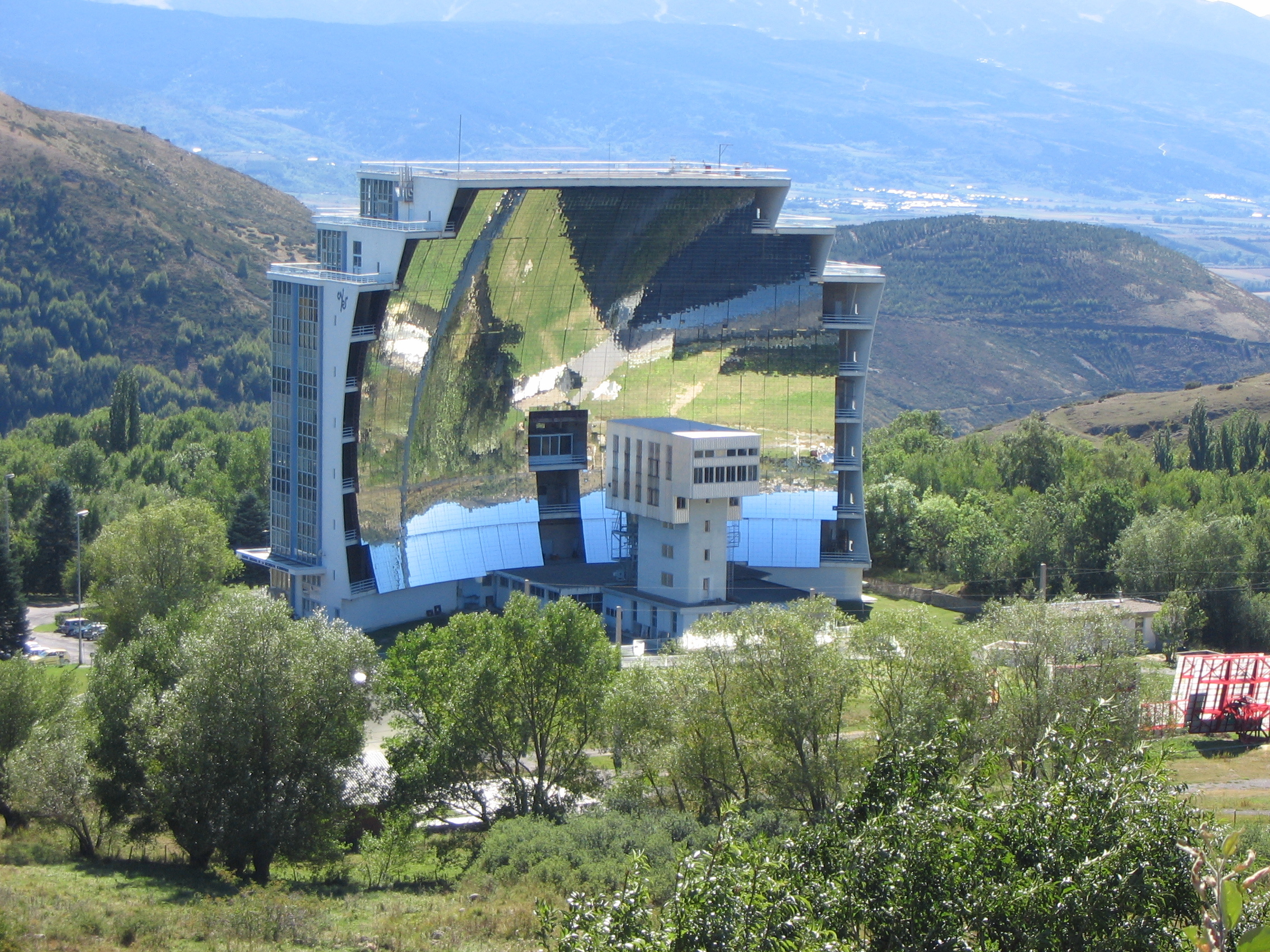
Vue du four solaire de 1000 kW.

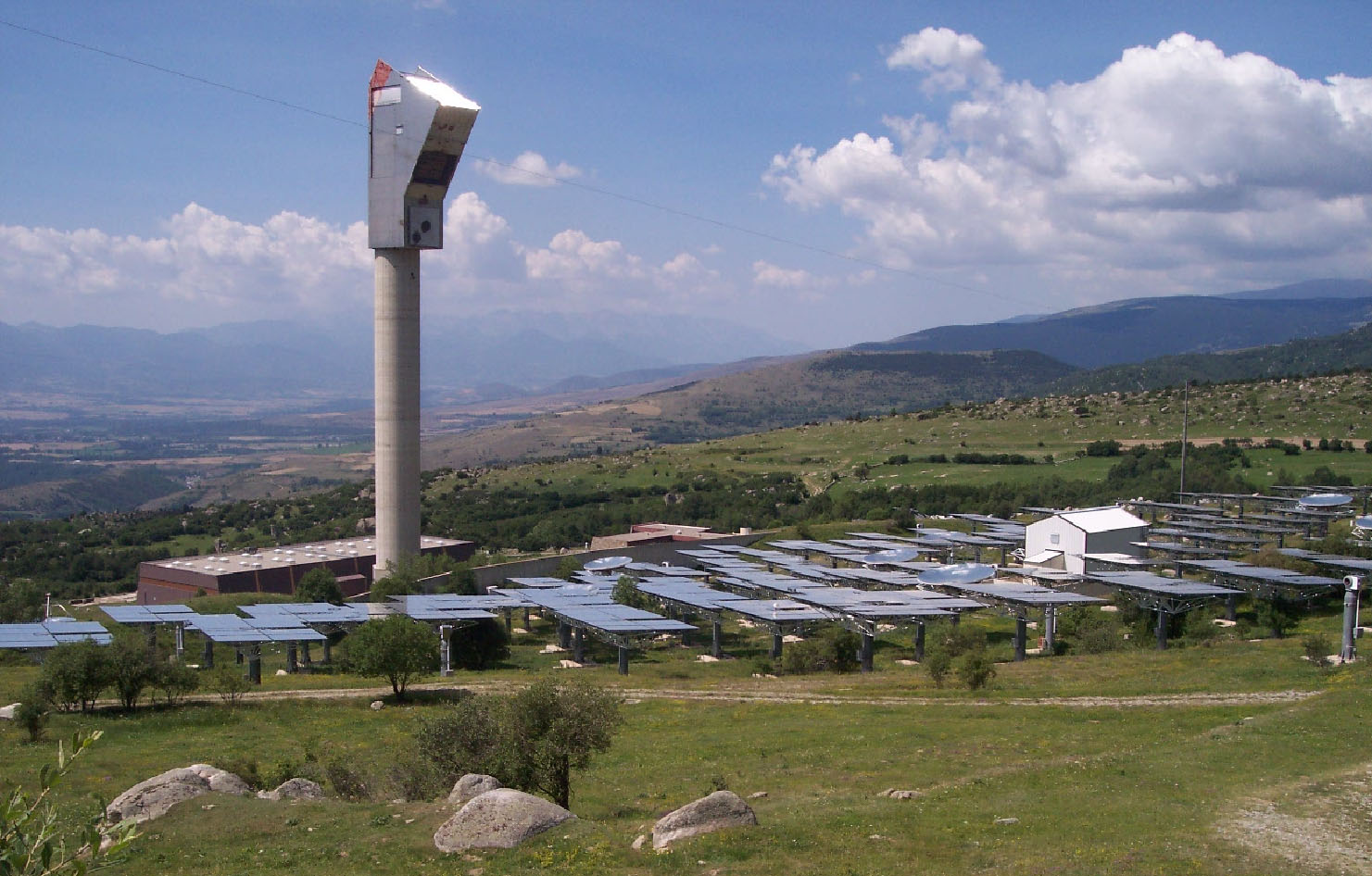
La centrale solaire Thémis.

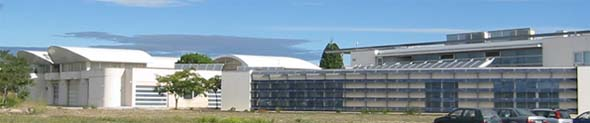
Site à Tecnosud à Perpignan.

PROMES — PRocédés, matériaux et énergie solaire — est un laboratoire du Centre national de la recherche scientifique (CNRS) (numéro UPR8521) situé sur deux sites, Font-Romeu-Odeillo-Via et Perpignan dans le Sud de la France.
Sa création par le CNRS et la direction générale de l'Armement (DGA) en 1949 sous le nom de « Laboratoire des Ultra Réfractaires » à Mont-Louis était motivée pour exploiter l'énergie solaire fortement concentrée pour obtenir les hautes températures nécessaires à la synthèse et à l'étude de céramiques et de métaux résistants à plus de 1 500 °C : aciers réfractaires comme l'Inconel, tungstène, alumine, carbure de silicium, etc.
Cette activité, toujours d'actualité, est rendue possible par les températures supérieures à 3 500 °C atteintes par onze des douze fours solaires exploités par le laboratoire, capables de concentrer plus de 16 000 fois l'énergie solaire incidente au sol, avec une puissance variant de 1 à 1 000 kW. Ces moyens d'essais exceptionnels ont notamment nécessité de développer des méthodes d'instrumentations originales, comme la pyroréflectométrie bichromatique pour mesurer ces très hautes températures, développée par Daniel Hernandez et ses collègues.
Depuis 1986, le laboratoire travaille en étroite collaboration avec l’université de Perpignan Via Domitia. Depuis 2006, le laboratoire est le locataire de la tour et de 107 héliostats de la centrale thermosolaire Thémis située à Targasonne à quelques kilomètres de Font-Romeu pour tester des pilotes industriels tels que le projet PEGASE.
Au fil du temps, les recherches réalisées au sein de ce laboratoire se sont orientées selon deux axes concomitants : 
- le premier de ces axes concerne les matériaux et les conditions extrêmes (matériaux hautes performances, nanomatériaux, traitement de surface, ambiances spatiales…) ;
- le deuxième porte sur la conversion, le stockage et le transport de l’énergie (centrales solaires, thermodynamique, systèmes réactifs, hélioprocédés, électronique, automatisme…).